# 오타크링
오타크링(독일어: Ottakring)은 오스트리아 빈의 제 16구역이다.